# 讷迈松
讷迈松（法語：Neufmaison）是法国大东部大区阿登省的一个市镇，属于沙勒维尔-梅济耶尔区和锡尼拉拜县。该市镇2009年时的人口为69人。

## 人口
讷迈松人口变化图示
| 数据来源：INSEE |